# 砂拉越海豚
弗氏海豚（学名：Lagenodelphis hosei）为海豚科，主要分布在太平洋深海水域 (600-1000公尺以上) ，但也延伸出没在印度洋和大西洋。多见于热带至亞熱帶海域南北緯30度內海域。

## 名稱與分類
- 中文別名：粉嘴鯃、沙漏海豚、關公眉[4]、婆羅洲海豚，简体环境使用砂拉越海豚[5]，繁体则为弗氏海豚[4]。
- 英文俗名: Fraser＇s dolphin，Sarawak dolphin
- 最早的頭骨標本蒐集於1895年在馬來西亞砂拉越沙灘，轉交至大英博物館後由1956年的鯨豚類學家弗朗西斯·查爾斯·弗雷澤認為是獨特的種類，但一直到1971年完整標本後才確認，英文俗名紀念分類學者[6]

## 外型特徵
- 外型特徵：弗氏海豚的身體短胖，比例上嘴喙短小，背鰭為三角形。粗壯的身形使得背鰭、胸鰭與背鰭的比例顯得相對較小。出生體長約1公尺，成年體長雄約2.6-2.7公尺，體重約210公斤， 上下顎牙齒每側約38-44顆牙齒。[7]
- 弗氏海豚的體色因性別及年齡而不同，大體而言可將其體色分成深灰色的背側、淺灰色的眼帶與乳白色或粉紅色的腹側，但成年的雄性海豚的顏色較灰暗，且具過眼黑帶 (從眼睛到肛門的黑色帶狀顏色明顯) ，雌性及幼體則體色較亮且無黑帶，是明顯可以區分性別的特徵。

## 生態習性
- 食性：弗氏海豚的位內容顯示主要以海洋中層的魚類、甲殼類及頭足類為食，例如燈籠魚科(Myctophidae) 、蝰魚科(Chauliodontidae)及刺蝦科(Oplophoridae)等的動物。因此也偏好出沒在深水域的大陸陡坡區域，通常在離岸較遠的開放性大洋出現。[8]
- 生活史資料：出生體長100-110公分。日本的研究指出雌性約5-7歲性成熟，體長210-220公分；雄性性成熟較雌性略晚，約7-10歲，體長220-230公分，最長壽的個體為17.5歲的擱淺紀錄 (Amano 1996)。[8]
- 野外觀察發現，弗氏海豚群體的性別比約1:1，並且由各年齡層的個體組成。日本海域的海豚出生高峰為春季與秋季，南非海域則為夏季。雌海豚懷孕期約12.5個月，生殖間距約2年，生殖策略屬雜交模式。[9]
- 社會結構與行為： 弗氏海豚經常大群體出現，例如東熱帶太平洋海域的群體組成由100-1000隻個體不等。其行動快速，游泳時常造成水花噴濺，有時遠離船隻，但船隻速度較慢時會船首乘浪(Perrin 1994)。在東熱帶太平洋、墨西哥灣及菲律賓蘇拉海域的弗氏海豚常與瓜頭鯨，短肢領航鯨 或斑海豚..等共游(Dolar 2006)。弗氏海豚的表層肌肉肌紅素濃度高，類似於抹香鯨及北瓶鼻鯨等擅長深潛的鯨豚種類，推測弗氏海豚能潛至600公尺以深處覓食。無實際野外觀察到弗氏海豚的天敵，但幼豚可能會被虎鯨、偽虎鯨及大型鯊魚獵捕。[8]
- 台灣海域的弗氏海豚：弗氏海豚主要出沒東部海域如宜蘭南部外海、花蓮及台東與綠島蘭嶼，南至墾丁。經常以數百隻的大群體出現，是賞鯨的常見種類之ㄧ。但小群體時行為較害羞對船隻較敏感，當船隻靠近時常改變其原本的活動狀態，改變包括下潛、泳速加快、轉向等行為的增加。台東海域的弗氏海豚多分佈於深水離岸1000-2000公尺的水域，此外根據27隻擱淺與混獲標本的胃內含物資料顯示，弗氏海豚主食海洋中層的頭足類與魚類，特別是褶胸魚科的閃電燭光魚(Polyipnus stereope) 占50.2%，特別常出沒在深海地區 (Wang 2012)。[9]

## 保育地位
- 國際自然保護聯盟瀕危物種紅色名錄 (IUCN): 無危 (LC)
- 中国国家重点保护动物等级：二级
- 臺灣保育類野生動物名錄: 珍貴稀有
- 人豚互動與保育概況： 弗氏海豚經常受到網具的混獲，例如在東熱帶太平洋海域的圍網、日本的定置網、南非的刺網及菲律賓的流網與台灣東部的流刺網等；此外，弗氏海豚在歸於保育類前，亦有在菲律賓、印尼等地遭到獵捕。[10]